# 磯鶏村
磯鶏村（そけいむら）は、昭和16年（1941年）まで岩手県下閉伊郡にあった村。

## 沿革
- 明治22年（1889年）4月1日 - 町村制施行にともない、磯鶏村・小山田村・金浜村・高浜村・八木沢村の計5か村が合併して新制の東閉伊郡磯鶏村が発足。
- 1897年（明治30年）4月1日 - 郡の統合により北閉伊郡・中閉伊郡・東閉伊郡が合併して下閉伊郡が発足[1]。
- 昭和16年（1941年）2月11日 - 宮古町・千徳村・山口村と合併し、宮古市となる。

## 交通
- 鉄道省営山田線：磯鶏駅